# Cyanolyca
A Cyanolyca a madarak osztályának verébalakúak (Passeriformes) rendjébe és a varjúfélék (Corvidae) családjába tartozó nem.

## Rendszerezésük
A nemet Jean Cabanis német ornitológus írta le 1851-ben, az alábbi fajok tartoznak ide:
- fehértorkú szajkó (Cyanolyca mirabilis)
- törpeszajkó (Cyanolyca nanus)
- feketetorkú szajkó (Cyanolyca pumilo)
- ezüsttorkú szajkó (Cyanolyca argentigula)
- kéksapkás szajkó (Cyanolyca cucullata)
- Cyanolyca pulchra
- nyakörves szajkó (Cyanolyca armillata)
- türkiz szajkó (Cyanolyca turcosa)
- lazúrszajkó (Cyanolyca viridicyana)

## Előfordulásuk
Mexikóban, Közép-Amerikában és Dél-Amerikában az Andok hegység területén honosak. Természetes élőhelyeik a szubtrópusi vagy trópusi esőerdők, valamint másodlagos erdők. Állandó, nem vonuló fajok.

## Megjelenésük
Testhosszuk 23-34 centiméter körüli.